# 어느 박람회장에서 생긴 일 (1945년 영화)
《어느 박람회장에서 생긴 일》(State Fair)은 미국에서 제작된 월터 랭 감독의 1945년 영화이다. 진 크레인 등이 주연으로 출연하였고 윌리암 펄버그 등이 제작에 참여하였다. 동명의 1933년 영화 어느 박람회장에서 생긴 일의 뮤지컬 각색판이다.

## 출연

### 주연
- 진 크레인
- 데이나 앤드루스
- 딕 헤임즈
- 비비안 블레인

### 조연
- 찰스 위닝거
- 페이 베인터
- 도널드 믹
- 프랭크 맥휴
- 퍼시 킬브라이드
- 해리 모건
- 필 브라운
- 제인 나이

## 기타
- 원작자: 필립 스통
- 미술: 루이스 H. 크리버
- 미술: 라일 R. 휠러